# امید و افتخار (فیلم)
امید و افتخار (به انگلیسی: Hope and Glory) فیلمی ۱۱۳ دقیقه‌ای به کارگردانی جان بورمن با بازی سباستین رایس-ادواردز است.